# 劉鉞 (成化進士)
劉鉞（1434年—？），字廷肅，直隸保定府易州淶水縣人，明朝政治人物。進士出身。

## 生平
順天府鄉試第六十四名。成化二年（1466年）丙戌科會試第六十四名，殿試登進士第三甲第一百五十五名。

## 家族
曾祖劉進忠。祖父劉名。父亲劉琦，曾任司獄。